# Testament
Testament é uma banda de thrash metal estadunidense criada em 1983 em Berkeley,  Califórnia. Foi uma das fundadoras do movimento thrash metal da "Bay Area" em São Francisco ao lado de outras como Metallica, Megadeth, Forbidden, Exodus, entre outras. Atualmente a banda consiste no vocalista Chuck Billy, nos guitarristas Eric Peterson e Alex Skolnick, no baixista Steve DiGiorgio e no baterista Gene Hoglan. Peterson e Billy são os únicos integrantes que participaram de todas as gravações do grupo.
Após mais de trinta anos de carreira e lançar dez álbuns de estúdio, quatro álbuns ao vivo, seis coletâneas a vários singles, o Testament chegou à marca de  14 milhões de álbuns vendidos mundialmente em 2012.

## História

### Início e primeiros álbuns (1983-1993)

Logotipo da banda.

Formada em 1983 pelos guitarristas Eric Peterson e Derrick Ramirez e pelo baterista Louie Clemente originalmente com o nome de The Legacy. Juntaram-se à banda o baixista Greg Christian, e o vocalista Steve Souza. Derrick Ramirez foi substituído por Alex Skolnick, que estudou guitarra com o lendário guitarrista Joe Satriani. Em 1984 a banda lança uma demo intitulada First Strike is Deadly com Steve Souza nos vocais. Após a saída de Steve Souza para juntar-se ao Exodus a banda incorporou o vocalista Chuck Billy.
Em 1987 enquanto gravava seu primeiro álbum em Ithaca, Nova Iorque a banda foi forçada a mudar seu nome para Testament (nome dado por Billy Milano, vocalista da banda de hardcore M.O.D. e também da banda crossover S.O.D.), pois outra banda tinha os direitos autorais do nome The Legacy.
O primeiro álbum lançado pela banda em 1987 foi o The Legacy pela Megaforce Records. Este é considerado até hoje um álbum clássico pelos amantes do thrash metal: nesta época o Testament obteve fama imediata na cena do thrash. A banda melhorou sua divulgação embarcando em uma turnê pelos Estados Unidos e pela Europa com o Anthrax, que na época estava fazendo a divulgação do álbum Among the Living. O EP Live at Eindhoven foi gravado nesta turnê no "Dynamo Festival" na Países Baixos.

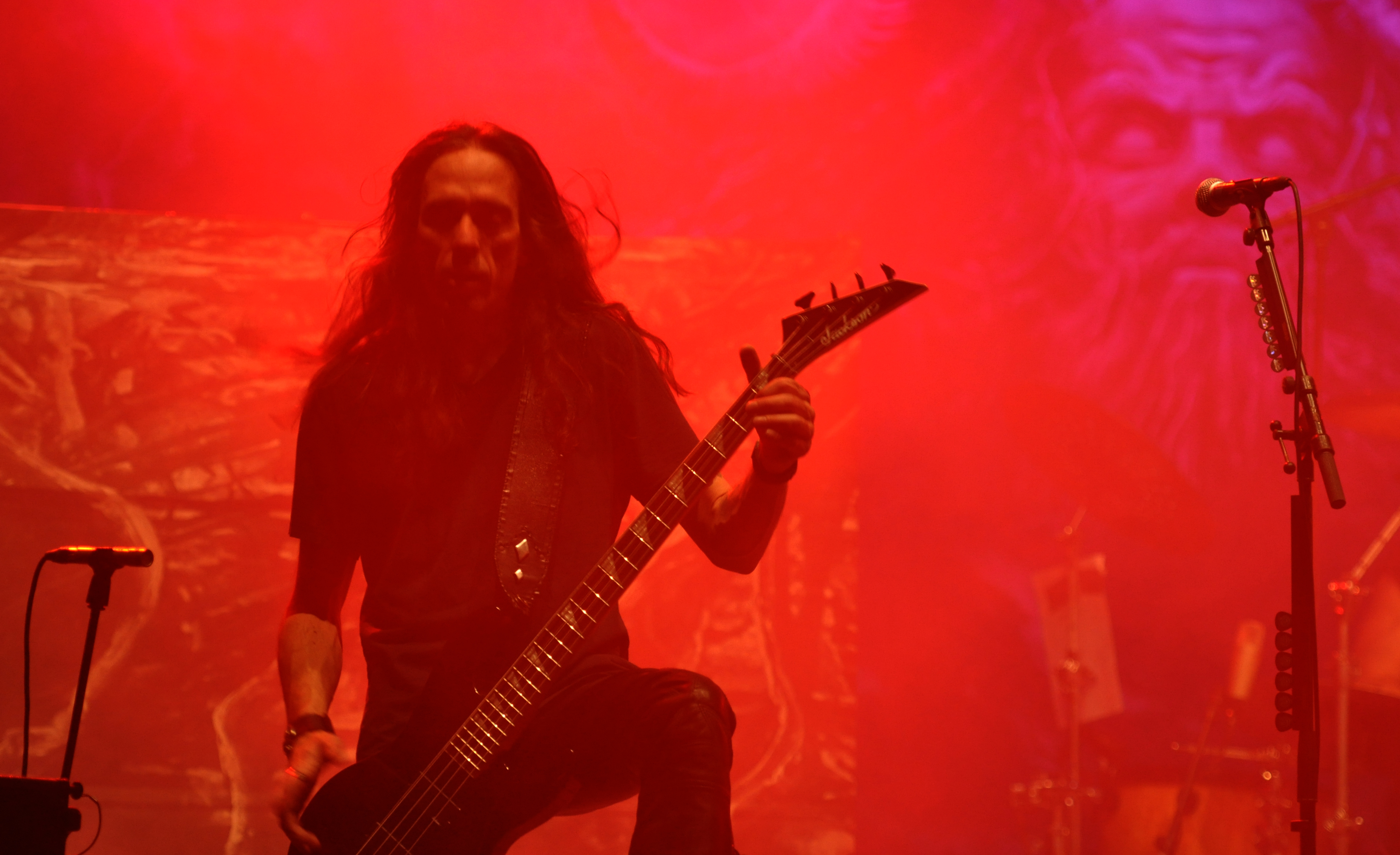
Greg Christian, baixista original do grupo.

Lançado em 1988, o álbum The New Order, foi uma continuação do trabalho anterior. Neste mesmo ano a banda faz sua primeira aparição no festival Monsters of Rock na Inglaterra.
Após outra turnê mundial a banda entrou em estúdio para gravar o álbum Practice What You Preach. Lançado em 1989, este álbum tem letras que se focam mais em assuntos como política e corrupção em vez de falar de temas ocultos e obscuros como nos dois primeiros álbuns. Na turnê deste álbum a banda compartilhou o palco com as bandas Savatage e Wrathchild America. Este álbum foi bastante popular na época alcançando a marca de 400.000 cópias vendidas e acabou sendo notado pela MTV norte-americana que passava bastante o videoclipe da faixa-título em um programa chamado Headbangers Ball.
Em 1990 foi lançado o Souls of Black e nesta mesma época a banda participou do festival "Clash Of The Titans" ao lado de Slayer, Megadeth e Suicidal Tendencies. Em 1991 foi lançado o vídeo "Seen Beetween the Lines".
Em 1992 Alex Skolnick afasta-se da banda temporariamente para fazer uma turnê com o baixista de jazz Stuart Hamm, mas retorna e começa a escrever músicas para um novo álbum que seria lançado em 1992. Este novo álbum chamaria-se The Ritual, um álbum bem diferente dos anteriores e com menos influência do thrash metal.

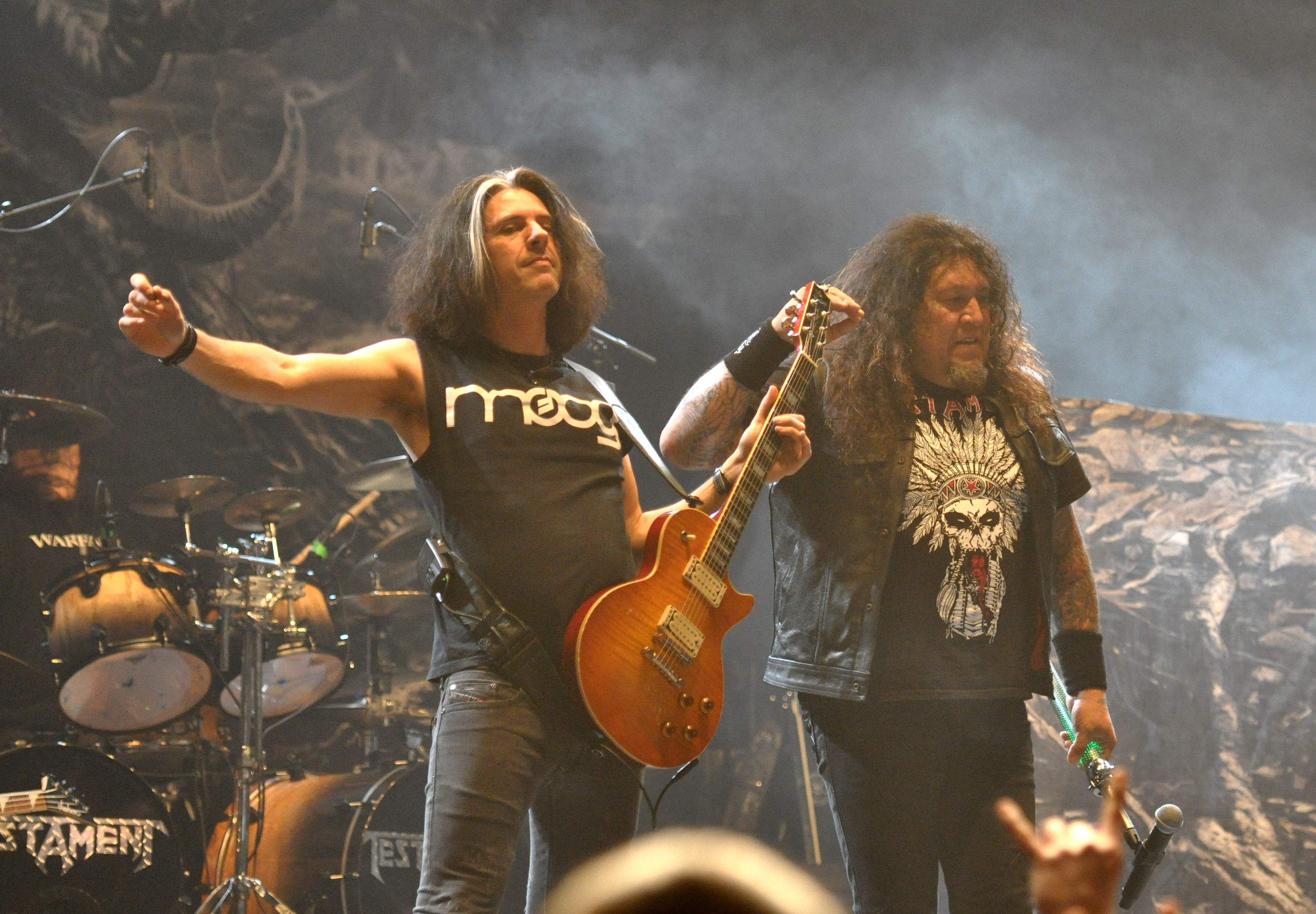
Alex Skolnick e Chuck Billy na Países Baixos em 2013.

Alex Skolnick, sentia-se frustrado pelas limitações da banda e a abandonou para formar sua própria banda chamada de Exhibit-A. Mais tarde ele junta-se ao Savatage. O baterista Louie Clemente logo se desligou da banda para fixar-se em uma carreira não-musical mais estável, enquanto isso Eric Peterson e Chuck Billy queriam que o Testament ficasse com uma sonoridade mais thrash metal novamente.

### Mudanças (1993-2004)
Em 1993, Alex Skolnick e Louie Clemente foram temporariamente substituídos respectivamente por Glen Alvelais e Paul Bostaph ambos da banda Forbidden. Esta formação lançou o EP ao vivo "Return to the Apocalyptic City". Logo após este lançamento Glen Alvelais abandonou a banda e Paul Bostaph juntou-se ao Slayer.
Em 1994, foi lançado o álbum Low, que contava com John Tempesta na bateria e James Murphy (ex-Disincarnate, Death, Cancer, Obituary) na guitarra.
"Low" é um álbum que mescla influências mais pesadas (groove metal), sendo também bastante diferente de todos os anteriores.
Depois da turnê de 1994-1995, Greg Christian, e James Murphy deixam a banda. John Tempesta também deixa a banda para juntar-se ao White Zombie, e é substituído por John Dette. O álbum ao vivo "Live at the Fillmore" é lançado em 1995, e então John Dette deixa o Testament em 1996 para se juntar ao Slayer. O álbum The Best of Testament é lançado em 1996.
Em meados de 1996, Chuck Billy anuncia que ele, Eric Peterson e Greg Christian em conjunto com o baterista Chris Kontos (saído da banda Machine Head) mudariam o nome da banda para "Dog Faced Gods". A ideia não deu certo, a banda continuou chamando-se Testament e realizou a gravação do álbum Demonic.

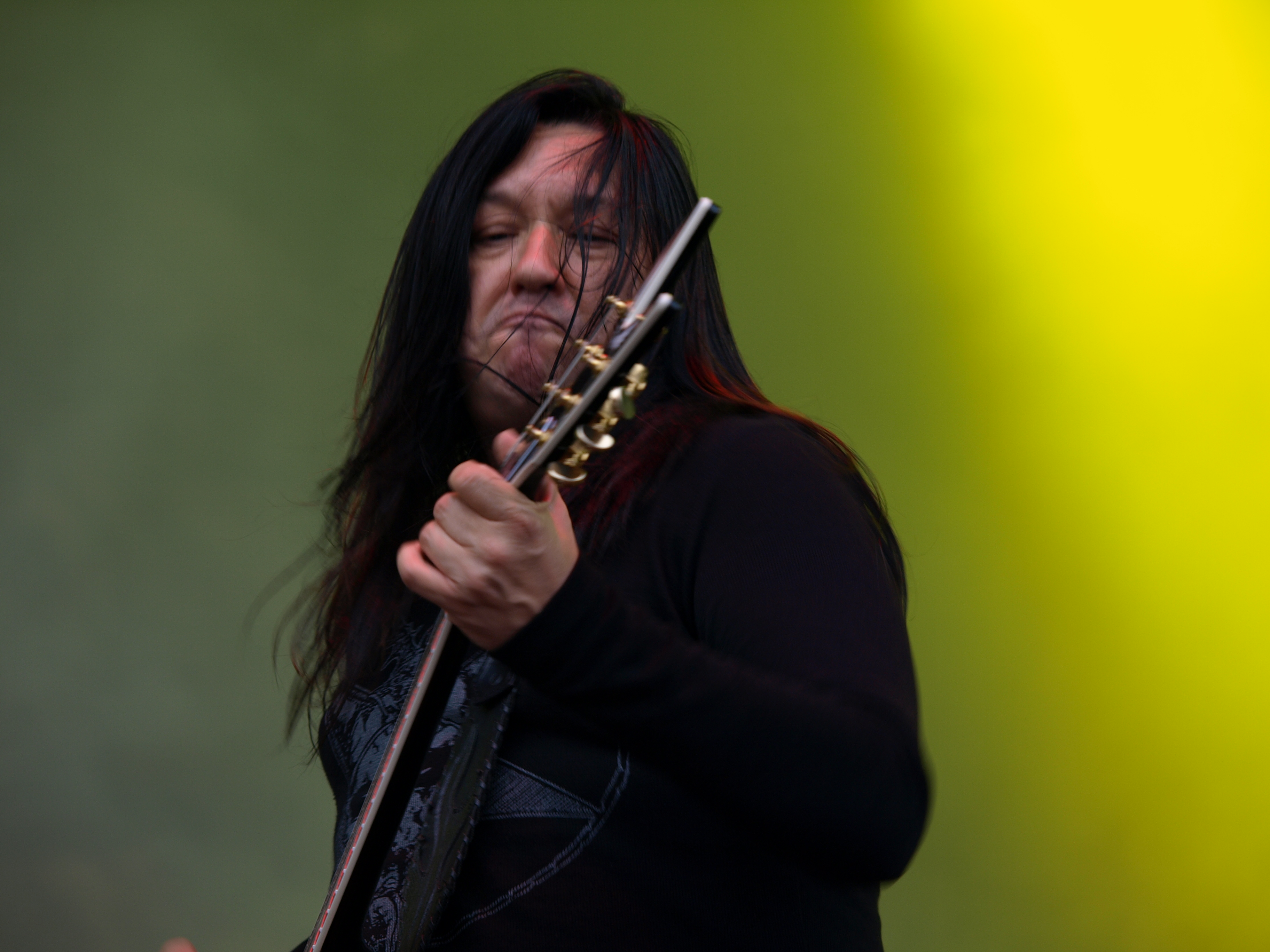
Eric Peterson no Tuska Open Air 2013

No álbum Demonic, de 1997, o Testament ganha uma sonoridade bem mais próxima do death metal. Neste álbum Eric Peterson toca ambas as guitarras, Derrick Ramirez volta à banda para tocar baixo e Gene Hoglan entra para tocar bateria (Glen Alvelais faz uma participação como guitarrista). Este álbum é considerado por muitos o mais pesado de toda a carreira da banda. Signs of Chaos, uma coletânea com mais duas faixas bônus, foi lançada em 1997.
Em 1999, Gene Hoglan parte e James Murphy volta para o lançamento do The Gathering, que incluiu nomes de peso em sua execução, como o baixista Steve DiGiorgio (ex-membro do Death e do Sadus) e Dave Lombardo (o baterista original do Slayer).
Logo após o lançamento do "The Gathering", foi diagnosticado no guitarrista James Murphy um tumor cerebral. Através de diversas campanhas de arrecadação de dinheiro, James Murphy pôde fazer a cirurgia e se recuperou totalmente.
Em março de 2001, após a turnê mundial "Riding The Snake" onde Steve Smyth substituiu James Murphy, foi diagnosticado no vocalista Chuck Billy uma forma rara de câncer testicular que se espalhou por seu peito e coração. Mesmo com as dificuldades do tratamento do câncer, o vocalista Chuck Billy conseguiu emprestar sua voz para a regravação de diversos clássicos (dos dois primeiros álbuns) do Testament lançando assim o álbum First Strike Still Deadly. Este álbum contou com a formação de Chuck Billy, Eric Peterson, Steve DiGiorgio, e a volta de Alex Skolnick na guitarra e John Tempesta na bateria. Steve Souza, vocalista original do grupo, também canta em duas faixas do disco.
Em 2003 com a saúde de Chuck Billy completamente restaurada, a banda voltou a tocar ao vivo com um novo baterista, Jon Allen do Sadus. Em 2004, a banda mudou novamente sua formação e John Allen foi substituído por Paul Bostaph. O guitarrista Steve Smyth também deixou a banda para juntar-se ao Nevermore e foi substituído por "Metal" Mike Chlasciak, ex-guitarrista da banda Halford. Logo após a saída de Steve Smyth, Eric Peterson caiu de uma escada e fraturou a perna em três lugares durante a passagem da banda pela Eslováquia impedindo a continuação de sua participação na turnê. O grupo ainda se apresentou nesta noite apenas com "Metal" Mike Chlasciak nas guitarras. Eric Peterson foi levado ao hospital passando por uma cirurgia onde foram colocados alguns pinos em sua perna. Foi temporariamente substituído por Steve Smyth nesta turnê.

### Reunião e novos discos (2005-presente)
Em maio de 2005, foi anunciado que o Testament faria uma turnê de reunião apenas na Europa com a formação original contando com Chuck Billy, Eric Peterson, Alex Skolnick e Greg Christian, com a bateria sendo dividida entre John Tempesta e Louie Clemente. Louie  tocava as músicas mais antigas (segundo o próprio, sua técnica teria declinado ao longo destes anos longe dos palcos) e John tocava o restante das músicas.

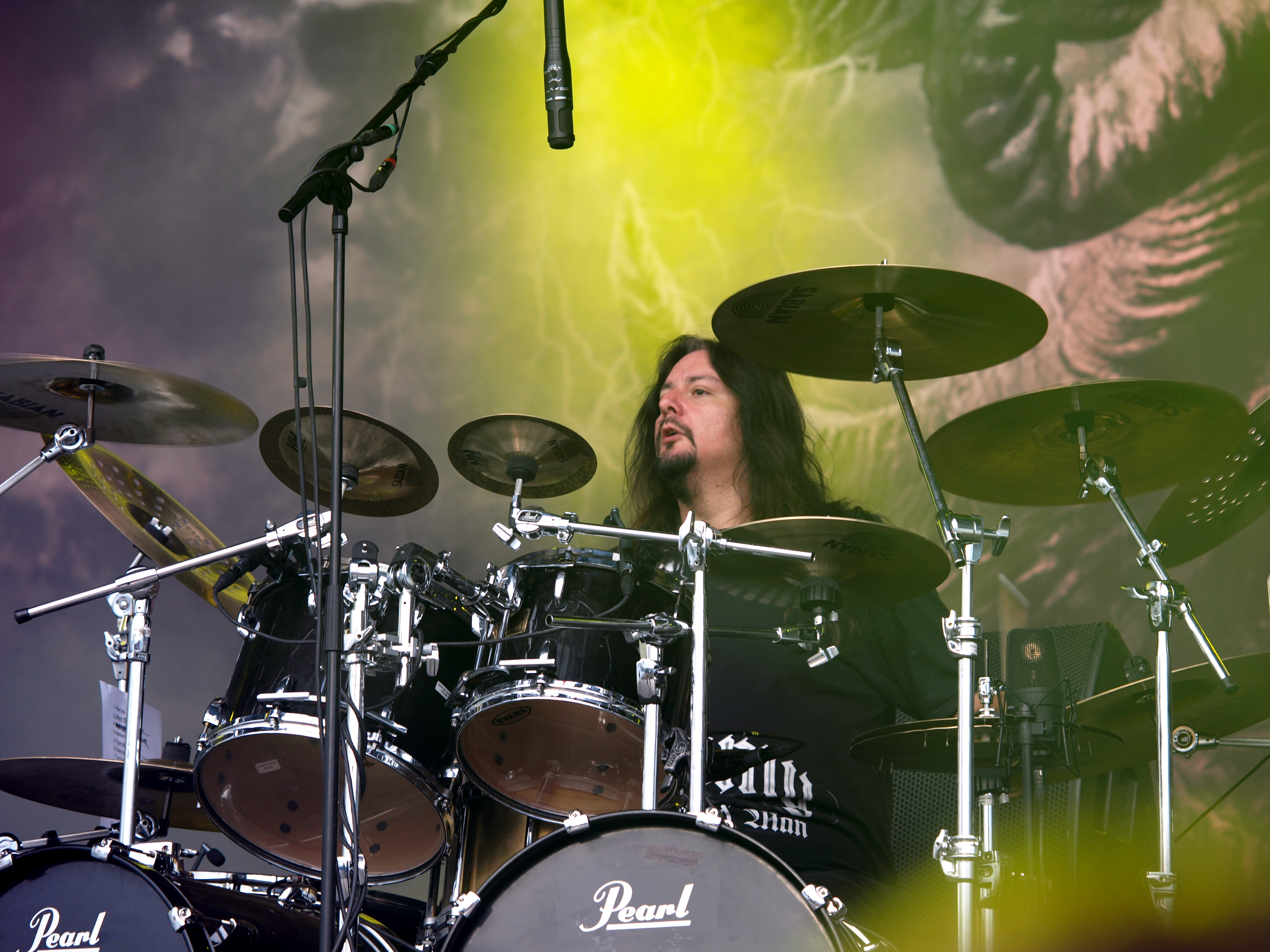
Gene Hoglan durante show com a banda.

Após o sucesso das primeiras apresentações, o Testament anunciou mais datas nos Estados Unidos, Europa e Japão com a formação clássica.
No início de 2008, o Testament lançou o disco "The Formation of Damnation", com Chuck Billy, Eric Peterson, Alex Skolnick, Greg Christian e Paul Bostaph. O disco é um resumo de toda a carreira da banda, misturando o thrash metal clássico dos primeiros discos com o death metal da fase Demonic, e alguns elementos novos, como alguns compassos complexos.
No dia primeiro de Dezembro de 2011, Paul Bostaph anuncia sua saída do grupo, sendo substituído por Gene Hoglan (ex-Death e Dark Angel).
Em julho de 2012, o Testament lançou seu 10º álbum de estúdio, Dark Roots of Earth, que foi muito bem recebido pelos fãs e pela crítica especializada. Para divulgar o novo material, a banda entrou em turnê com o Anthrax e o Death Angel.
Em 15 de maio de 2013 o Testament passa pelo Brasil tocando com lotação esgotada, dividindo a noite com o Anthrax, no HSBC Music Hall, em shows memoráveis .
A banda anunciou, na época de publicação do Dark Roots of Earth, que se o disco fosse bem-recebido eles com certeza iniciariam uma nova gravação de um 11º disco.
Como resultado da turnê, a banda lançou em outubro de 2013 um DVD intitulado Dark Roots of Thrash com uma apresentação realizada em Nova York.
Em janeiro de 2014 foi anunciado que  Greg Christian deixou o Testament novamente.  Steve DiGiorgio retorna ao grupo para substituí-lo  e estará envolvido nas gravações do próximo disco da banda.
Durante entrevista em abril de 2015, Eric Peterson falou sobre os planos do Testament e disse que, após terminar a tour em junho, a banda deveria entrar nos estúdios em setembro. Contudo,  os integrantes realizaram a gravação do novo disco entre abril e junho de 2016. Em agosto, foi anunciado que o décimo primeiro álbum de estúdio dos americanos teria o título Brotherhood of the Snake, e foi lançado em outubro de 2016.

## Integrantes
| - Chuck Billy — vocais (1986-hoje) - Eric Peterson — guitarra (1983-hoje) - Alex Skolnick — guitarra (1983-1993, 2001, 2005-hoje) - Steve DiGiorgio — baixo (1998-2004, 2014-hoje) - Gene Hoglan — bateria (1996-1997, 2011-hoje) - Steve Jacobs – bateria (1997, 1999) - Asgeir Mickelson – bateria (2003) - Glen Drover – guitarra (2008, 2010) - Mark Hernandez – bateria (2012) | - Steve Souza - Vocais (1983-1986, alguns vocais no álbum First Strike Still Deadly) - Mike Ronchette - Bateria (1983) - Louie Clemente - Bateria (1983 - 1992, 2005) - Greg Christian - Baixo (1983-1996, 2004-2014) - Derrick Ramirez - Guitarra, vocal (1983) e Baixo (1997 - 1998) - Glen Alvelais - Guitarra (1993 - 1994, 1997 - 1999) - Paul Bostaph - Bateria (1993, 2004-2005, 2006, 2007 - 2011) - John Tempesta - Bateria (1993-1994, 2005) - James Murphy - Guitarra (1994 - 1997, 1999) - John Dette - Bateria (1994 - 1996) - Steve Smyth - Guitarra (1999 - 2004) - Dave Lombardo - Bateria (1999 - 2000) - Jon Allen - Bateria (2000 - 2004) - "Metal" Mike Chlasciak - Guitarra (2002) |

## Discografia
| \| 1987 \| The Legacy - Lançamento: 21 de abril - Gravadora: Atlantic/Megaforce \| — \| — \| — \| — \| — \| — \| — \| \| 1988 \| The New Order - Lançamento: 10 de maio - Gravadora: Atlantic/Megaforce \| 136 \| — \| 66 \| — \| 49 \| — \| — \| \| 1989 \| Practice What You Preach - Lançamento: 8 de agosto - Gravadora: Atlantic/Megaforce \| 77 \| — \| 57 \| 20 \| — \| — \| 40 \| \| 1990 \| Souls of Black - Lançamento: 9 de outubro - Gravadora: Atlantic/Megaforce \| 73 \| — \| — \| — \| — \| — \| 35 \| \| 1992 \| The Ritual - Lançamento: 12 de maio - Gravadora: Atlantic/Megaforce \| 55 \| 73 \| — \| — \| — \| — \| — \| \| 1994 \| Low - Lançamento: 4 de outubro - Gravadora: Atlantic/Megaforce \| 122 \| — \| — \| — \| — \| 39 \| — \| \| 1997 \| Demonic - Lançamento: 24 de junho - Gravadora: MFN \| — \| — \| — \| — \| — \| — \| — \| \| 1999 \| The Gathering - Lançamento: 8 de junho - Gravadora: USG \| — \| 48 \| — \| — \| — \| — \| — \| \| 2008 \| The Formation of Damnation - Lançamento: 29 de abril - Gravadora: Nuclear Blast \| 59 \| 15 \| 47 \| 29 \| 27 \| 33 \| 122 \| \| 2012 \| Dark Roots of Earth - Lançamento: 27 de julho - Gravadora: Nuclear Blast \| 12 \| 4 \| 32 \| 11 \| 8 \| 10 \| 57 \| \| 2016 \| Brotherhood of the Snake - Lançamento: 28 de outubro - Gravadora: Nuclear Blast \| 20 \| 11 \| 74 \| — \| 43 \| 16 \| 43 \| \| "—" denotes a release that did not chart. \| \| \| \| \| \| \| \| \| | - Return to the Apocalyptic City (1993) - The Best of Testament (1996) - Signs of Chaos (1997) - The Very Best of Testament (1999) - Days of Darkness (2001) - First Strike Still Deadly (2004) - The Spitfire Collection (2007) - Live at Eindhoven (1987) - Live at the Fillmore (1995) - Live in London (2005) - Dark Roots of Thrash (2013) - "Over the Wall" (The Legacy) — 1987 - "Trial by Fire" (The New Order) — 1988 - "Practice What You Preach" (Practice What You Preach) — 1989 - "Greenhouse Effect" (Practice What You Preach) — 1990 - "Souls of Black" (Souls of Black) — 1990 - "The Legacy" (Souls of Black) — 1990 - "Electric Crown" (The Ritual) — 1992 - "Return to Serenity" (The Ritual) — 1992 - "Low" (Low) — 1994 - "Dog Faced Gods" (Low) — 1994 - "True American Hate" (Dark Roots of Earth) — 2012 - "Native Blood" (Dark Roots of Earth) — 2012 - Jump in the Pit - A Tribute to TESTAMENT |                               |                               |                               |                               |                               |                               |                               |
| Ano | Título e detalhes | Posições nas paradas musicais | Posições nas paradas musicais | Posições nas paradas musicais | Posições nas paradas musicais | Posições nas paradas musicais | Posições nas paradas musicais | Posições nas paradas musicais |
| Ano | Título e detalhes | EUA                           | ALE                           | PB                            | NOR                           | SUE                           | SUI                           | RU                            |
| 1987 | The Legacy - Lançamento: 21 de abril - Gravadora: Atlantic/Megaforce | —                             | —                             | —                             | —                             | —                             | —                             | —                             |
| 1988 | The New Order - Lançamento: 10 de maio - Gravadora: Atlantic/Megaforce | 136                           | —                             | 66                            | —                             | 49                            | —                             | —                             |
| 1989 | Practice What You Preach - Lançamento: 8 de agosto - Gravadora: Atlantic/Megaforce | 77                            | —                             | 57                            | 20                            | —                             | —                             | 40                            |
| 1990 | Souls of Black - Lançamento: 9 de outubro - Gravadora: Atlantic/Megaforce | 73                            | —                             | —                             | —                             | —                             | —                             | 35                            |
| 1992 | The Ritual - Lançamento: 12 de maio - Gravadora: Atlantic/Megaforce | 55                            | 73                            | —                             | —                             | —                             | —                             | —                             |
| 1994 | Low - Lançamento: 4 de outubro - Gravadora: Atlantic/Megaforce | 122                           | —                             | —                             | —                             | —                             | 39                            | —                             |
| 1997 | Demonic - Lançamento: 24 de junho - Gravadora: MFN | —                             | —                             | —                             | —                             | —                             | —                             | —                             |
| 1999 | The Gathering - Lançamento: 8 de junho - Gravadora: USG | —                             | 48                            | —                             | —                             | —                             | —                             | —                             |
| 2008 | The Formation of Damnation - Lançamento: 29 de abril - Gravadora: Nuclear Blast | 59                            | 15                            | 47                            | 29                            | 27                            | 33                            | 122                           |
| 2012 | Dark Roots of Earth - Lançamento: 27 de julho - Gravadora: Nuclear Blast | 12                            | 4                             | 32                            | 11                            | 8                             | 10                            | 57                            |
| 2016 | Brotherhood of the Snake - Lançamento: 28 de outubro - Gravadora: Nuclear Blast | 20                            | 11                            | 74                            | —                             | 43                            | 16                            | 43                            |
| "—" denotes a release that did not chart. | |                               |                               |                               |                               |                               |                               |                               |

## Videografia
| - 1991 - Seen Between the Lies - 2005 - Live in London - 2013 - Dark Roots of Thrash - 1988 - Live at the Omni - 1988 - Monsters Of Rock - 1989 - Live at Santa Monica Civic - 1989 - Live at the Country Club - 1990 - Live at the Warfield - 1999 - Live in Osaka Japan - 2003 - Live in Tilburg, The Netherlands | - Over The Wall - Practice What You Preach - The Ballad - Trial By Fire - Nobody’s Fault - Return To Serinity - Souls Of Black - The Legacy - Electric Crown - Low - More Than Meets The Eye - Native Blood |

A partir de 2004 a banda começou a vender em seu site oficial vídeos originalmente não-oficiais, chamados de "bootlegs", de apresentações do Testament em diversas épocas.